# 罗纳戈
罗纳戈（義大利語：Ronago），是意大利科莫省的一个市镇。总面积2.1平方公里，人口1756人，人口密度836.2人/平方公里（2009年）。ISTAT代码为013199。